# Giorgi Zaria
Giorgi Zaria (Kutaisi, 14 de julio de 1997) es un futbolista georgiano que juega en la demarcación de centrocampista para el FC Kairat de la Liga Premier de Kazajistán.

## Selección nacional
Tras jugar con las categorías inferiores de la selección, finalmente el 5 de septiembre de 2021 hizo su debut con la selección de Georgia en un partido de clasificación para la Copa Mundial de Fútbol de 2022 contra España que finalizó con un resultado de 4-0 a favor del combinado español tras los goles de José Luis Gayà, Carlos Soler, Ferran Torres y Pablo Sarabia.

## Clubes
| Club             | País       | Año       | Partidos | Goles |
| ---------------- | ---------- | --------- | -------- | ----- |
| FC Sasco Tbilisi | Georgia    | 2014      | 6        | 4     |
| SK Dinamo Tiflis | Georgia    | 2015-2020 | 78       | 7     |
| FC Dinamo Batumi | Georgia    | 2021-2023 | 106      | 15    |
| FC Kairat        | Kazajistán | 2024-     | 27       | 8     |